# To the Highe$t Bidder
To the Highe$t Bidder ist das zweite Studioalbum der niederländischen Progressive-Rock-Band Supersister. Es erschien im Jahr 1971 bei John Peels Dandelion Records und bei Polydor.

## Entstehung und Veröffentlichung
Schon mit dem Debütalbum waren Supersister zu einiger Bekanntheit gelangt, denn John Peel verschaffte ihnen Airplay und sie traten im niederländischen Fernsehen auf. Bei Auftritten Anfang 1971 wurde bereits Material gespielt, das im Herbst auf dem zweiten Album erscheinen sollte. To the Highe$t Bidder wurde im Sommer 1971 aufgenommen und von Hans van Oosterhout produziert. Im Jahr 2008 wurde das Album remastert und mit Bonus-Titeln wiederveröffentlicht.

## Titelliste

### Seite 1
1. A Girl Named You – 10:07
2. No Tree Will Grow (On Too High a Mountain) – 7:39

### Seite 2
1. Energy (Out of Future) – 14:56
2. Higher – 2:53

### Bonus-Titel
1. A Girl Named You (single version) – 3:16
2. Missing Link – 2:56
3. No Tree Will Grow (single edit) – 4:26
4. The Groupies of the Band – 4:32

## Stil
Supersister spielen auf dem Album Progressive Rock mit starken Einflüssen aus Fusion und Canterbury Sound sowie gelegentlichen Anklängen an Psychedelic Rock, Elektronische Musik und Klassische Musik. Das Orgelspiel ist gegenüber dem Debütalbum weniger dominant, neben verschiedenen Tasteninstrumenten kommen v. a. Flöte und Bass zur Geltung. Die Kompositionen und Stimmungen sind abwechslungsreich und vielschichtig.

## Rezeption
To the Highe$t Bidder wird heute oft als gelungenstes Werk der Band betrachtet und als Geheimtipp für Fans des Canterbury Sound gehandelt. Christian Rode von den Babyblauen Seiten urteilt: „Insgesamt ist dieses Album von weitreichender Vielschichtigkeit. […] Es ist schon sehr eigen und großartig, was Supersister hier entwickelt haben.“ Torsten Gürntke resümiert: „Wer ein Album sucht, welches melodischen und instrumentalen Schönklang abliefert ohne dabei kitschig zu wirken, der sollte bei diesem Werk nichts falsch machen. Tolles Werk!“ Das Musikmagazin eclipsed nahm To the Highe$t Bidder in seine Liste der 150 wichtigsten Prog-Alben auf.